# Kurt Jooss
Kurt Jooss (Wasseralfingen, 12 de enero de 1901 - Heilbronn, 22 de mayo de 1979) fue un profesor, bailarín y coreógrafo alemán.
Después de estudiar danza con Rudolf Laban inauguró una escuela y su compañía llamada Ballets Jooss. Se volvió maestro de danza en 1930 para el teatro de ópera en Essen, donde hizo la coreografía de su ballet The Green Table en 1932. Después se trasladó a Inglaterra en 1934 e hizo gira mundial hasta que su compañía se desintegró en 1947.